# Beckville, Texas
Beckville là một thành phố thuộc quận Panola, tiểu bang Texas, Hoa Kỳ. Năm 2010, dân số của xã này là 847 người.

## Dân số
- Dân số năm 2000: 752 người.
- Dân số năm 2010: 847 người.